# Plongeon aux Jeux olympiques d'été de 2000
Navigation
Atlanta 1996 Athènes 2004
À l'occasion des Jeux olympiques d'été de 2000, huit compétitions de plongeon furent organisées du 22 au 24 septembre au Sydney International Aquatic Centre. 157 plongeurs venus de 42 pays se disputèrent les 24 médailles mises en jeu.

## Tableau des médailles pour le plongeon
| Place | Nation     | Médaille d'or | Médaille d'argent | Médaille de bronze | Total |
| ----- | ---------- | ------------- | ----------------- | ------------------ | ----- |
| 1     | Chine      | 5             | 5                 | 0                  | 10    |
| 2     | Russie     | 2             | 1                 | 2                  | 5     |
| 3     | États-Unis | 1             | 0                 | 0                  | 1     |
| 4     | Canada     | 0             | 1                 | 1                  | 2     |
| 5     | Mexique    | 0             | 1                 | 0                  | 1     |
| 6     | Allemagne  | 0             | 0                 | 2                  | 2     |
| 6     | Australie  | 0             | 0                 | 2                  | 2     |
| 8     | Ukraine    | 0             | 0                 | 1                  | 1     |

## Participants par nations
| - Allemagne (8) - Argentine (1) - Arménie (1) - Australie (6) - Autriche (3) - Azerbaïdjan (1) - Biélorussie (2) - Brésil (2) - Canada (7) - Chine (8) - Chinese Taipei (4) - Colombie (2) - Corée du Nord (5) - Corée du Sud (4) | - Cuba (6) - Espagne (5) - États-Unis (7) - Finlande (2) - France (6) - Géorgie (1) - Grèce (5) - Hong Kong (1) - Hongrie (4) - Indonésie (3) - Italie (5) - Japon (1) - Kazakhstan (5) - Malaisie (3) | - Mexique (7) - Pérou (1) - Philippines (2) - Porto Rico (1) - Roumanie (3) - Royaume-Uni (8) - Russie (7) - Suède (1) - Suisse (3) - République tchèque (1) - Thaïlande (2) - Ukraine (9) - Venezuela (3) - Zimbabwe (1) |

## Résultats
Classements des finales

### Tremplin 3 mètres
| Rang               | Pays        | Plongeur        | Points |
| ------------------ | ----------- | --------------- | ------ |
| Médaille d'or      | Chine       | Xiong Ni        | 708,72 |
| Médaille d'argent  | Mexique     | Fernando Platas | 708,42 |
| Médaille de bronze | Russie      | Dmitri Sautin   | 703,20 |
| 4                  | Chine       | Xiao Hailiang   | 671,04 |
| 5                  | Australie   | Dean Pullar     | 647,40 |
| 6                  | États-Unis  | Troy Dumais     | 642,72 |
| 7                  | États-Unis  | Mark Ruiz       | 638,22 |
| 8                  | Japon       | Ken Terauchi    | 634,47 |
| 9                  | Allemagne   | Stefan Ahrens   | 619,17 |
| 10                 | Allemagne   | Andreas Wels    | 616,53 |
| 11                 | Hongrie     | Imre Lengyel    | 613,47 |
| 12                 | Royaume-Uni | Tony Ally       | 583,80 |

| Rang               | Pays       | Pongeuse          | Points |
| ------------------ | ---------- | ----------------- | ------ |
| Médaille d'or      | Chine      | Fu Mingxia        | 609,42 |
| Médaille d'argent  | Chine      | Guo Jingjing      | 597,81 |
| Médaille de bronze | Allemagne  | Dörte Lindner     | 574,35 |
| 4                  | Russie     | Ioulia Pakhalina  | 570,42 |
| 5                  | Suède      | Anna Lindberg     | 559,17 |
| 6                  | Russie     | Vera Ilina        | 555,15 |
| 7                  | Australie  | Chantelle Michell | 550,68 |
| 8                  | États-Unis | Jenny Keim        | 534,18 |
| 9                  | Kazakhstan | Irina Vyguzova    | 528,33 |
| 10                 | Canada     | Blythe Hartley    | 523,05 |
| 11                 | Ukraine    | Hanna Sorokina    | 512,97 |
| 12                 | États-Unis | Michelle Davison  | 510,48 |

### Plateforme 10 mètres
| Rang               | Pays          | Plongeur           | Points |
| ------------------ | ------------- | ------------------ | ------ |
| Médaille d'or      | Chine         | Xiong Ni           | 724,53 |
| Médaille d'argent  | Chine         | Hu Jia             | 713,55 |
| Médaille de bronze | Russie        | Dmitri Sautin      | 679,26 |
| 4                  | Canada        | Alexandre Despatie | 652,35 |
| 5                  | Japon         | Ken Terauchi       | 636,90 |
| 6                  | États-Unis    | Mark Ruiz          | 625,92 |
| 7                  | Russie        | Igor Lukashin      | 624,51 |
| 8                  | Australie     | Mathew Helm        | 618,24 |
| 9                  | États-Unis    | David Pichler      | 616,17 |
| 10                 | Australie     | Robert Newbery     | 613,98 |
| 11                 | Allemagne     | Heiko Meyer        | 600,00 |
| 12                 | Corée du Nord | Choe Hyong-Gil     | 562,98 |

| Rang               | Pays          | Pongeuse                | Points |
| ------------------ | ------------- | ----------------------- | ------ |
| Médaille d'or      | États-Unis    | Laura Wilkinson         | 543,75 |
| Médaille d'argent  | Chine         | Li Na                   | 542,01 |
| Médaille de bronze | Canada        | Anne Montminy           | 540,15 |
| 4                  | Chine         | Sang Xue                | 513,03 |
| 5                  | Canada        | Émilie Heymans          | 511,92 |
| 6                  | Ukraine       | Olena Zhupina           | 489,09 |
| 7                  | Autriche      | Anja Richter-Libiseller | 482,16 |
| 8                  | Russie        | Svetlana Timoshinina    | 478,89 |
| 9                  | Kazakhstan    | Natalya Shikina         | 466,80 |
| 10                 | Corée du Nord | Choe Myong-Hwa          | 453,06 |
| 11                 | Australie     | Rebecca Gilmore         | 448,95 |
| 12                 | Allemagne     | Ute Wetzig              | 438,24 |

### Plongeon synchronisé à 3 mètres
| Rang               | Pays        | Plongeur                             | Points |
| ------------------ | ----------- | ------------------------------------ | ------ |
| Médaille d'or      | Chine       | Xiong Ni Xiao Hailiang               | 365,58 |
| Médaille d'argent  | Russie      | Dmitri Sautin Alexandre Dobroskok    | 329,97 |
| Médaille de bronze | Australie   | Robert Newbery Dean Pullar           | 322,86 |
| 4                  | États-Unis  | Troy Dumais David Pichler            | 320,91 |
| 5                  | Mexique     | Fernando Platas Eduardo Rueda        | 317,70 |
| 6                  | France      | Gilles Emptoz-Lacote Fréderic Pierre | 310,08 |
| 7                  | Royaume-Uni | Tony Ally Mark Shipman               | 296,64 |
| 8                  | Italie      | Nicola Marconi Donald Miranda        | 286,38 |

| Rang               | Pays      | Pongeuse                                      | Points |
| ------------------ | --------- | --------------------------------------------- | ------ |
| Médaille d'or      | Russie    | Vera Ilyina Ioulia Pakhalina                  | 332,64 |
| Médaille d'argent  | Chine     | Fu Mingxia Guo Jingjing                       | 321,60 |
| Médaille de bronze | Ukraine   | Ganna Sorokina Olena Zhupina                  | 290,34 |
| 4                  | Australie | Chantelle Michell Loudy Tourky                | 283,05 |
| 5                  | Canada    | Eryn Bulmer Blythe Hartley                    | 279,00 |
| 6                  | Mexique   | Maria Alcalá Jashia Luna                      | 273,84 |
| 7                  | Allemagne | Dörte Lindner Conny Schmalfuss                | 263,76 |
| 8                  | Suisse    | Catherine Maliev-Aviolat Jacqueline Schneider | 256,20 |

### Plongeon synchronisé à 10 mètres
| Rang               | Pays        | Plongeur                             | Points |
| ------------------ | ----------- | ------------------------------------ | ------ |
| Médaille d'or      | Russie      | Dmitri Sautin Igor Lukashin          | 365,04 |
| Médaille d'argent  | Chine       | Hu Jia Tian Liang                    | 358,74 |
| Médaille de bronze | Allemagne   | Jan Hempel Heiko Meyer               | 338,88 |
| 4                  | Royaume-Uni | Leon Taylor Peter Waterfield         | 335,34 |
| 5                  | Australie   | Mathew Helm Robert Newbery           | 333,24 |
| 6                  | Ukraine     | Oleksandr Skrypnik Roman Volod'kov   | 332,22 |
| 7                  | États-Unis  | David Pichler Mark Ruiz              | 321,69 |
| 8                  | France      | Gilles Emptoz-Lacote Fréderic Pierre | 314,94 |

| Rang               | Pays       | Pongeuse                                  | Points |
| ------------------ | ---------- | ----------------------------------------- | ------ |
| Médaille d'or      | Chine      | Li Na Sang Xue                            | 345,12 |
| Médaille d'argent  | Canada     | Émilie Heymans Anne Montminy              | 312,03 |
| Médaille de bronze | Australie  | Rebecca Gilmore Loudy Tourky              | 301,50 |
| 4                  | Autriche   | Marion Reiff Anja Richter-Libiseller      | 294,00 |
| 5                  | États-Unis | Jenny Keim Laura Wilkinson                | 291,42 |
| 6                  | Russie     | Evgeniya Olshevskaya Svetlana Timoshinina | 288,30 |
| 7                  | France     | Odile Arboles-Souchon Julie Danaux        | 277,14 |
| 8                  | Mexique    | María Alcalá Azul Almazan                 | 264,30 |

## Source
- Rapport officiel des Jeux olympiques de Sydney.